# Väjningspliktsmärken
Väjningspliktsmärken är en typ av vägmärken som upplyser om regler om väjningsplikt. Väjningspliktsmärken talar, i vissa länder men ej i Sverige, även om vilka trafikanter som har förkörsrätt.

## Allmänt
Vägmärken i Europa följer en viss enhetlig standard (FN:s konvention om vägmärken och signaler). Vissa skillnader kan dock förekomma mellan olika länder. Märkena i artikeln visar de svenska märkena, men skillnaden mot andra europeiska länder är ganska liten. De som finns i konventionen finns i alla eller de flesta länder i Europa.

## Väjningsplikt

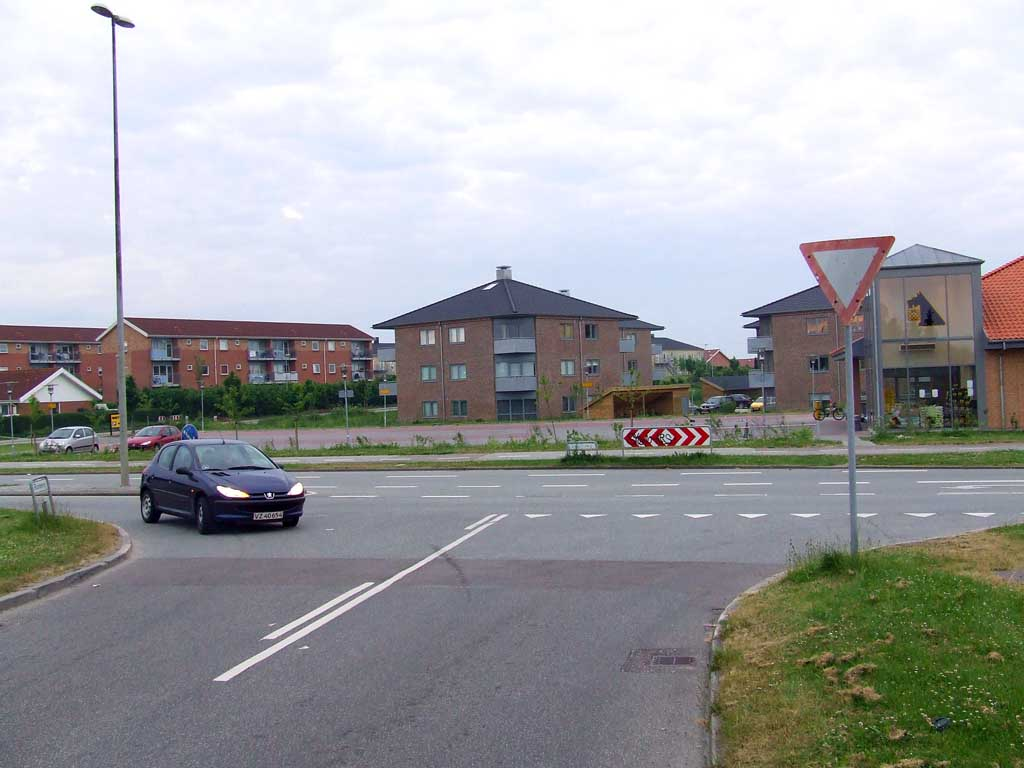
Korsning med väjningsplikt i Århus, Danmark.

Denna skylt talar om att fordonsförare har väjningsplikt (mot korsande trafik), som enligt Trafikförordningen 3kap.5§ innebär att förare
1. skall sänka hastigheten eller stanna i god tid (för att visa avsikt att väja) och
2. får fortsätta köra endast om det sker utan fara eller hinder (för den korsande trafiken); att köra vidare utan att iaktta väjningsplikt är ett brott mot Trafikförordningen.

Skylten finns i FN-konventionen och i alla länder i Europa, och i många andra länder också. Den räknas som ett varningsmärke eller förbudsmärke i vissa länder. I de flesta länder är det ingen text i skylten, men Storbritannien har texten "GIVE WAY". Irland har också en text: "YIELD" eller "GÉILL SLÍ" (det sistnämnda är iriska). I USA har man en liknande skylt med texten "YIELD". I många asiatiska länder har denna skylt text som uppmanar att lämna företräde.
Väjningspliktsskylten är normalt alltid uppsatt i korsningar med en huvudled och vid infarten till en cirkulationsplats (och vid trevägskorsningar i Storbritannien eftersom T-korsningsregeln gäller där), eftersom en fordonsförare alltid har väjningsplikt mot fordon som redan befinner sig i cirkulationen och, vid infart på en körbana som är huvudled, mot varje fordon som redan färdas på körbanan (utom när infart sker via accelerationsfält eller annars utan att byta körfält), enligt Trafikförordningen 3kap.21§; samma regel gäller en fordonsförare på väg in på en körbana när föraren kör ut från en vägren, terräng, en parkeringsplats, en fastighet (som exempelvis en tankstation), en stig, en ägoväg, eller annat liknande område eller annan liknande utfartsväg, en gågata, ett gångfartsområde, en cykelgata, en cykelbana eller en väg som korsar en gångbana eller cykelbana.

I övriga fall har en fordonsförare, i Sverige såväl som de flesta andra europeiska länder utom Storbritannien, väjningsplikt enligt högerregeln mot varje fordon som närmar sig från höger, om fordonets kurs och det från höger kommande fordonets kurs skär varandra. I vissa länder med vänstertrafik (men inte i Storbritannien) gäller vänsterregeln (som gällde i bland annat Sverige före högertrafikomläggningen).
I Storbritannien däremot, där varken vänsterregeln eller högerregeln är tillämplig, tillämpas normalt vid fyrvägskorsningar utan angiven väjningsplikt principen att en fordonsförare som närmar sig korsningen skall ge förare som redan hunnit köra in i korsningen tillfälle att passera före, medan det vid trevägskorsningar alltid är den s.k. T-korsningsregeln som gäller, som säger att fordonsförare som svänger i en trevägskorsning har väjningsplikt mot varje fordon som närmar sig, och, om föraren svänger till höger (i vänstertrafik), mot fordon som svänger till vänster eller (om två fordon båda svänger till höger) som närmar sig från vänster; normalt är en väg som går rakt fram genom en trevägskorsning markerad som huvudled.

## Stopplikt
Denna skylt talar om att fordonsförare har stopplikt, som innebär att förare utöver väjningsplikt också har absolut plikt att stanna (och vara helt stillastående) före stoppskylten, eller stopplinjen om stopplinje finns, det för att (även om ingen korsande trafik förekommer) observera extra noga om någon korsande trafik närmar sig innan föraren fortsätter köra. Stoppskylten är normalt uppsatt vid korsningar med nedsatt sikt eller med hårt trafikerade vägar där hastigheten är högre och där en kollision kan vara mycket förödande, och vid ett antal obevakade järnvägskorsningar, och betyder då att man måste stanna före korsningen för att iaktta eventuell tåg- eller spårvagnstrafik som närmar sig och sedan passera korsningen utan onödigt dröjsmål, om det kan ske utan risk för fara. Att köra vidare utan att iaktta stopplikt är ett brott mot Trafikförordningen och kan (åtminstone i Sverige) ge återkallat körkort.
Stoppskylten härstammar från USA, finns med i FN-konventionen (trots att USA inte deltar i den) och används i många länder i och utanför Europa. Det är ett av få vägmärken som USA och Europa har gemensamt. Texten är STOP (den engelska ordet för STOPP) i (huvudsakligen) hela Europa. Den räknas som ett förbudsmärke i vissa länder. I vissa länder finns egna ord istället för texten STOP. I Turkiet har skylten texten DUR istället. I Israel har skylten en hand som visar stopptecken istället för text.

Tilläggstavla för flervägsstopp

I vissa korsningar förekommer s.k. flervägsstopp som innebär att samtliga fordonsförare som närmar sig korsningen, oavsett från vilken väg, måste stanna för att ta ögonkontakt med varandra och därigenom komma överens om vem som ska köra först.

## Övergångsställe, cykelöverfart och cykelpassage
De två vänstra skyltarna, ofta kallade Herr Gårman respektive Fru Gårman, upplyser om att det är ett övergångsställe (ej att förväxla med en så kallad gångpassage), det vill säga en plats markerad med vita målade ränder i körbanan där en gångbana korsar körbanan. Vid ett obevakat övergångsställe har en förare väjningsplikt mot gående som gått ut på eller just ska gå ut på övergångsstället. 
På en del ställen finns det även en nyare cykelöverfart, det vill säga en plats med vägmärke och vägmarkeringar, där en cykelbana korsar en körbana. Vid en cykelöverfart har en förare väjningsplikt mot cyklande och förare av moped klass II som är ute på eller just ska färdas ut på cykelöverfarten.  Sedan 2014 ska en cykelöverfart alltid markeras med ett särskilt vägmärke (man på cykel), tillsammans med vägmarkeringar. Om cykelövergången inte har något vägmärke, utan enbart vägmarkeringar, räknas den numera istället som en cykelpassage, och cyklande har väjningsplikt innan de cyklar ut. Förare på vägen ska samtidigt anpassa hastigheten så att det inte uppstår fara för cyklande som redan börjat korsa cykelpassagen, samt köra med låg hastighet och ge cyklister möjlighet att passera i samband med sväng, eller utfart ur cirkulationsplats.
En förare som närmar sig ett övergångsställe, en cykelpassage eller en cykelöverfart ska anpassa sitt körsätt så att han eller hon inte tvingas stanna på övergångsstället, passagen eller överfarten. Gående som skall gå ut på ett övergångsställe skall ta hänsyn till avståndet till och hastigheten hos de fordon som närmar sig övergångsstället. Kör- eller cykelbanan skall korsas utan onödigt dröjsmål.

## Huvudled
Denna skylt talar om att vägen är en huvudled (i Finland kallad väg med förkörsrätt), det vill säga en väg med generellt parkeringsförbud och med inkommande/korsande trafik som alltid har väjningsplikt (som normalt alltid skyltas). Vägmärket upprepas alltid efter varje vägkorsning. Det vanligaste skälet till att vägen är en huvudled är att den oftast är hårt trafikerad väg, varför högerregeln anses som otillräcklig. En huvudled upphör i regel efter ett vägmärke som talar om att det är slut på huvudled, se skylten nedan, som i regel innebär att högerregeln gäller vid vägkorsningar (om inget annat anges).

## Skyldighet att lämna företräde
Denna skylt är normalt uppsatt vid hinder eller på andra platser där det är för trångt för två fordon (med fler hjul än två) att mötas, och betyder att man har väjningsplikt mot mötande trafik. Om denna skylt saknas, är det i regel den fordonsförare med hindret på sin sida av vägen som har väjningsplikt (eftersom denne då korsar mötande trafiks sida av vägen). Den finns i FN-konventionen och i nästan alla länder i Europa. Storbritannien och Cypern har skylten spegelvänd på grund av deras vänstertrafik. Irland verkar inte ha den. Den räknas som ett förbudsmärke i vissa länder.

## Mötande trafik har skyldighet att lämna företräde
Denna skylt betyder att mötande trafik har väjningsplikt men betyder däremot, åtminstone i Sverige, ej att trafik som passerar den har förkörsrätt. Skylten finns i FN-konventionen och används i nästan alla länder i Europa. Storbritannien och Cypern har skylten spegelvänd, på grund av deras vänstertrafik. Irland verkar inte ha den. Den räknas som ett upplysningsmärke i vissa länder.